# Woneszta woda
Woneszta woda (bułg. Вонеща вода) – wieś w Bułgarii, w obwodzie Wielkie Tyrnowo, w gminie Wielkie Tyrnowo. W 2024 roku liczyła 202 mieszkańców.